# アニソール
アニソール （英語: anisole）またはメトキシベンゼン（英語: methoxybenzene）は、アニスの実に似た快い香りを示す有機化合物で、外見は無色の液体。ベンゼンの水素を1個メトキシ基 (–OCH3) に置き換えた構造 (C6H5OCH3) を持つエーテルである。消防法に定める第4類危険物 第2石油類に該当する。
アニソールでは、メトキシ基の共鳴効果による電子供与性によりベンゼン環の電子密度が高められており、求電子的反応に対し、オルト・パラ配向の大きな反応性を示す。例えば、無水酢酸とアニソールが反応すると、p-メトキシアセトフェノンが得られる。
アニソールと五硫化二リン（分子式 P4S10）が反応するとローソン試薬を生じる。これは有機化合物上の酸素を硫黄に交換する硫化剤として有力な試薬である。
アニソールは香料、または合成中間体として用いられる。アニソール自身は昆虫のフェロモンの一種でもある。